# Freelandia
Freelandia era una compañía aérea contracultural de bajo costo propiedad del fundador Kenneth Moss que operaba en 1973 y principios de 1974. La compañía operaba un avión que volaba entre varios destinos, pero en un intento de evitar la regulación de la Junta de Aeronáutica Civil,  la compañía no se autodenominó aerolínea.  En cambio, se posicionó como un club de viajes, con miembros pagados que votaban dónde volaría el avión.  Solo operó un DC-8-21 arrendado, pero las ventas inferiores a las esperadas hicieron que la compañía dejara de operar en 1974 después de que su aeronave fuera recuperada por falta de pago.  Después de su desaparición, la empresa y su fundador fueron acusados de publicidad engañosa y prácticas comerciales fraudulentas por parte del Estado de California.

## Historia
El fundador de la compañía, Kenneth Moss, ganó $ 1.5 millones en el mercado de valores antes de los 26 años (equivalente a $ 10,600,000 en 2020).  Invirtió $ 1,15 millones (equivalente a $ 6,700,000 en 2020) de sus propios fondos en la empresa y recibió la certificación de la Administración Federal de Aviación el 7 de agosto de 1973. La empresa se fundó como una organización sin fines de lucro;  Moss informó que los ingresos que superen los costos operativos se donarían a causas dignas, como clínicas gratuitas, escuelas gratuitas y artistas.  Para evitar la regulación de sus rutas por parte de la Junta de Aeronáutica Civil, no se llamó a sí misma una aerolínea, sino un club de viajes, con miembros votando sobre dónde volarían los aviones de la compañía.  La compañía dijo que había obtenido derechos de aterrizaje en Hong Kong, Yugoslavia y América del Sur.
Volaba un avión, un Douglas DC-8-21 que estaba pintado completamente en un amarillo semi-oscuro con una mano ondeando como su logo en la cola.  Estaba equipado con 149 asientos con espacio para las piernas de primera clase y un salón de 7 asientos que permitiría a los pasajeros mezclarse.  Muchos de los asientos se quitaron más tarde y se reemplazaron con almohadas con cinturones de seguridad.  Estaba decorado con lo que la compañía describió como un "color chocolate y crema lejano".  El servicio a bordo ofreció comida orgánica, música rock y una cama de agua.  Las opciones de entretenimiento incluían libros, ajedrez, videojuegos y una máquina de pinball.  Ninguno de los miembros del personal de vuelo de la compañía tenía menos de 10,000 horas de experiencia de vuelo.  La compañía planeaba agregar aviones adicionales a su flota cada vez que la membresía aumentara en 8,000.
Las tarifas se anunciaron en 69 dólares de Honolulu a San Francisco, 12,50 dólares de San Francisco a Los Ángeles, 69 dólares de Los Ángeles a Nueva York y 100 dólares de Nueva York a Bruselas.  Para obtener esas tarifas con descuento, los viajeros tenían que obtener una membresía, con una tarifa anual de $ 50 para adultos y $ 25 para niños menores de 12 años. Las tarifas anunciadas eran aproximadamente $ 30 más baratas que otras aerolíneas para el vuelo de San Francisco a Honolulu, y  alrededor de $ 200 menos de lo habitual para vuelos desde la costa oeste a Bruselas.  La empresa afirmó que tres mil personas se habían inscrito en el club antes de su primer vuelo.  Su primer vuelo tuvo lugar el 18 de septiembre de 1973 desde San Francisco a Honolulu.

## Flota
La flota de Freelandia constaba de estas aeronaves:
- 1 Douglas DC-8

- Datos: Q5500955